# Pomieczyńska Huta
Pomieczyńska Huta (kaszub. Pòmieczińskô Hëta) – wieś kaszubska w Polsce, położona w województwie pomorskim, w powiecie kartuskim, w gminie Kartuzy, na obrzeżach Kaszubskiego Parku Krajobrazowego. 
| SIMC    | Nazwa  | Rodzaj    |
| ------- | ------ | --------- |
| 0163512 | Nowiny | część wsi |

Do sołectwa Pomieczyńska Huta należą także Sitna Góra (licząca 62 mieszkańców) i Ucisk.
W latach 1975–1998 miejscowość administracyjnie należała do województwa gdańskiego.
Wieś jest położona na wysokości 246 m n.p.m., co jest ewenementem na Kaszubach. Dzięki unikalnemu położeniu i ukształtowaniu terenu (w tym wysokości), panuje tu swoisty mikroklimat, cechujący się znacznie skróconym okresem wegetacji. Śnieg zalega tu dłużej niż w sąsiednio położonych miejscowościach. 
Wieś jest ważnym ośrodkiem turystycznym, co roku w maju odbywają się tu mistrzostwa gminy Kartuzy w ringo.
Od kilku lat przez Pomieczyńską Hutę przebiega Samochodowy Rajd Kaszub.
Prowadzi tędy również turystyczny  Szlak Kaszubski.